# Tratado de Amistad, Comercio y Navegación
El Tratado de Amistad, Comercio y Navegación fue un acuerdo diplomático entre México y Japón el 30 de noviembre de 1888 que significó el inicio de las relaciones diplomáticas entre ambos países. Dicho documento implicó para ambas naciones una diferencia en su historia diplomática al ser negociado en igualdad de condiciones y de repercusiones.
Fue firmado por Matías Romero y Munemitsu Mitsu. 
fue firmado por España y los Estados Unidos para definir las fronteras entre los Estados Unidos y las colonias españolas en Norteamérica y regular los derechos de navegación en el río Mississipi.